# Dutułur
Dutułur (ros. Дутулур) – wieś w Rosji, w Buriacji, w rejonie zakamieńskim. W 2010 liczyła 938 mieszkańców.